# Stuthof
Stuthof è un quartiere della città tedesca di Rostock.